# Серж Арош
Серж Арош (фр. Serge Haroche; Казабланка, 11. септембар 1944) француски је физичар. Од 2001. године је професор на најпрестижнијем француском универзитету — Колеж де Франс (фр. Collège de France). Добитник је Нобелове награде за физику 2012. године „за револуционарне методе које омогућавају мерење и манипулацију индивидуалних квантних система”. Нобелову награду је добио заједно са америчким физичарем Дејвидом Вајнландом.

## Биографија
Серж Арош је рођен 11. септембра 1944. године у Казабланки у Мароку. Рођен је у јеврејској породици, од оца правника и мајке наставнице. Мајка му је Валентина Арош (девојачко Рубелева) рођена у Русији. Његови баба и деда су били директори организације Алијанс франсез (фр. Alliance française) која за циљ има ширење француског језика и културе широм света. Серж Арош напушта Мароко са 12 година, 1956. године и сели се у Француску, након престанка француског протектората над Мароком и добијања независности. Докторирао је 1971. године на Универзитету „Пјер и Марија Кири”.